# Kieler Yacht-Club

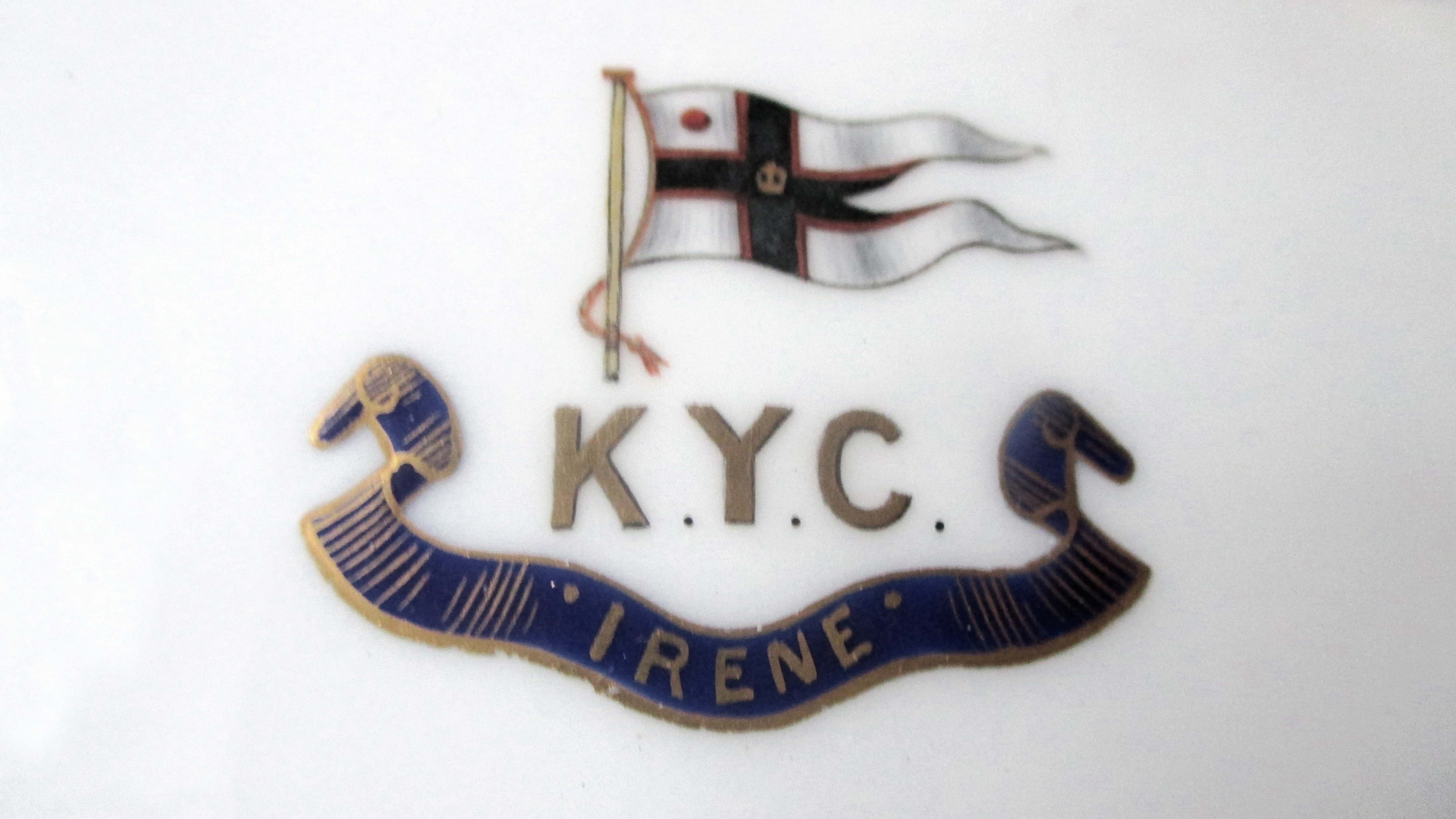
K.Y.C. - Kieler Yacht Club Essgeschirr – Honi soit qui mal y pense -„Irene“ mit Monogramm der Hohenzollern

Der Kieler Yacht-Club (KYC; gesprochen: Küz) ist ein deutscher Traditions-Yachtclub in Kiel. Kaiser Wilhelm II. und Prinz Heinrich waren Mitglieder des Clubs, der zwischen 1891 und 1937 Kaiserlicher Yacht-Club hieß.

## Geschichte

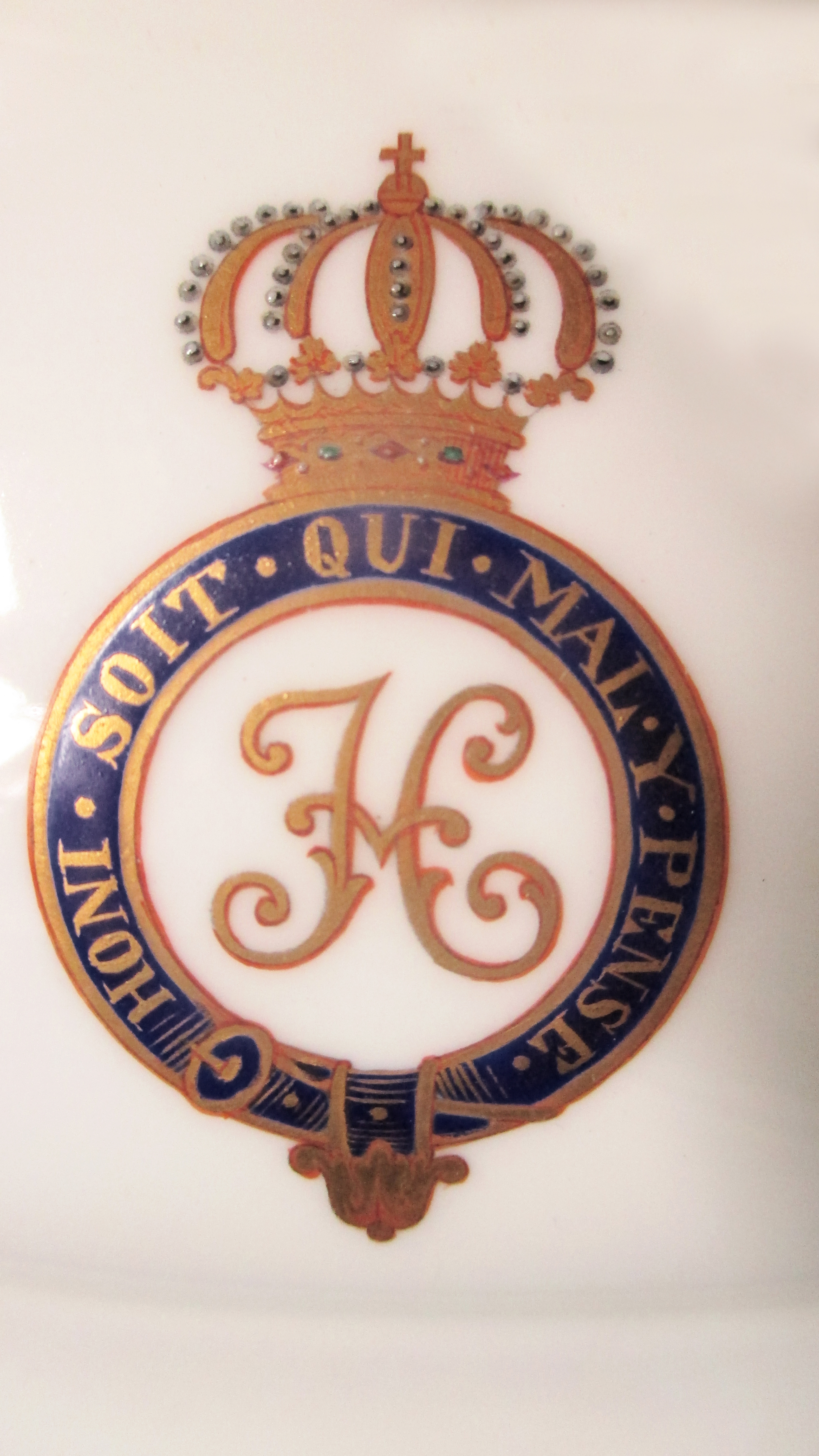
K.Y.C. - Kieler Yacht Club Essgeschirr – Honi soit qui mal y pense – Monogramm der Hohenzollern

1887 wurde der KYC als Marine-Regatta-Verein von Offizieren und Beamten der Marine gegründet. Der segelbegeisterte Prinz Heinrich wurde zum „Protektor“ des Clubs. Ab 1891 war es auch Nicht-Marineangehörigen möglich, Mitglied zu werden. Kaiser Wilhelm II., selbst „Commodore“ des Vereins, verlieh im selben Jahr dem Marine-Regatta-Verein den Titel Kaiserlicher Yacht-Club und verschiffte seine erste eigene Yacht, die Meteor I, nach Kiel. Sämtliche späteren kaiserlichen Segelboote sollten folgen. 1893 erhielt der Club eine vom Kaiser verliehene Clubflagge. Als 1895 der Kaiser-Wilhelm-Kanal mit großen Feierlichkeiten eröffnet wurde, verhalf dies dem Verein zu größerer Geltung. Von nun an orientierte sich der Segelsport in Deutschland am KYC. 1900 war der KYC mit 1.410 Mitgliedern einer der größten Yachtclubs des Reiches. Bis 1910 hatte sich die Zahl der Mitglieder auf 3.106 mehr als verdoppelt. 1907 schied Admiral Volkmar von Arnim nach mehr als vierzigjähriger Dienstzeit aus dem aktiven Marinedienst aus und wurde Vorstand des Vereins.
1910 wurde die Jugendabteilung, die Kieler Yachtschule, gegründet. Zu diesem Anlass schenkte der Kaiser dem Verein ein zweites Ausbildungsboot, die Sonderklasseyacht „Bibelot“. 1914 erhielt der Kaiser die Nachricht von der Ermordung des österreichischen Thronfolgers in Sarajewo während einer Regatta des KYC. Die Meteor IV und die Schiffe Krupps brachen die Wettfahrt sofort ab. Im Jahre 1913 trat die katholische Studentenverbindung AV Rheno-Guestfalia Kiel als erste segelnde Verbindung in den Kieler Yacht-Club ein und ist heute das älteste, aktive Mitglied.
Der Erste Weltkrieg leitete den Niedergang des Club ein. Beinahe das gesamte Vereinsvermögen im Wert von 1 Million Mark ging durch Kriegsanleihen verloren. 455 Mitglieder fielen im Krieg.
1921 wurde die vom KYC maßgeblich mitgestaltete und begründete Kieler Woche abgesagt, weil zwei Tage zuvor Deutschland den Friedensvertrag von Versailles unterzeichnete. Kaiser Wilhelm II. blieb auch nach dem Ende der Monarchie Kommodore auf Lebenszeit. Reichswehrminister Wilhelm Groener verfügte 1928, dass 328 Marineoffiziere und Marinebeamte den Kaiserliche Yacht-Club verlassen müssen. Dies veranlasste den Vorstand dazu, auch weibliche Mitglieder aufzunehmen, um den herben Mitgliederschwund zu kompensieren. In Marblehead, USA, fand eine Regatta zwischen einem US-amerikanischen Spitzen-Boot und der „Hathi“ vom KYC statt. Das Rennen, das in der Tradition des Roosevelt-Pokals stand, wurde vom deutschen Team unter Hans-Carl Rüdel gewonnen, der später zum Kommodore ernannt wurde. Dieser Sieg verschaffte dem KYC neue Hoffnung.
Mit der Machtergreifung der Nationalsozialisten wurde der Deutsche Reichsbund für Leibesübungen gegründet. Nach und nach verloren fast alle Sportfachverbände ihre Eigenständigkeit und wurden als „Fachämter“ in den DRL überführt. 1936 richtete Kiel den Segelwettbewerb der Olympischen Sommerspiele aus. Die örtliche Organisation lag in den Händen des KYC-Regattaseglers Hans Lubinus, der selbst auch aktiver Teilnehmer in der 6m-R Klasse war. Der Kaiserliche Yacht Club sollte 1937 mit der Kieler Segel-Vereinigung (KSV) und anderen Yachtclubs mit „nicht mehr zeitgemäßen Namen“ zwangsweise zum Yacht-Club von Deutschland (YCvD) fusioniert werden. Dem entging der Kaiserliche Yacht Club, indem er sich am 28. Oktober 1936 selbst auflöste, nachdem er noch bei der Durchführung der Segelwettbewerbe der Olympischen Spiele in Kiel eine wichtige Rolle spielte. Den Antrag dazu stellte der damalige langjährige Vorsitzende des Clubs, Konteradmiral Alfred Begas. Dieser wurde übrigens kurz zuvor noch zum „Honorary Life Member“ des Royal Ocean Racing Clubs ernannt. Lediglich Reste des Clubs fanden sich im Yacht-Club von Deutschland wieder. Die Segelmöglichkeiten wurden extrem beschnitten. Viele Mitglieder fielen dem Krieg zum Opfer.
Unter der britischen Besatzung erlag der Segelbetrieb schließlich ganz. Britische Marine-Soldaten gründeten am 11. Juni 1945 den British Kiel Yacht Club (mit Sitz im Clubhaus des KYC), der 1946 und 1947 sogar eine „British Kiel Week“ veranstaltete. Der British Kiel Yacht Club bestand bis 2016 mit eigenem (neuen) Clubhaus in Kiel und war ein befreundeter Verein. Der Royal Engineers Officer Colonel Fryer hatte vom KYC die sogenannten Windfall Yachten, unter anderen die Avalanche, Overlord, Seascape und die Sea Scamp, als Kriegsbeute bzw. Reparationszahlungen erworben, die letzte dieser Yachten, die Flamingo wurde 2015 verkauft. Dieser Club war das Rückgrat des Segelns der British Armed Forces in Deutschland. Der BKYC wechselte 1951 in eigene Räumlichkeiten nach Stickenhörn.
Schon 1945 wurde der Club erneut zum Leben erweckt und der politisch unbelastete Ferdinand Hell zum Vorsitzenden gewählt. Als im Herbst 1946 die Bildung von Segelvereinen wieder erlaubt wurde, wurde der Club legalisiert und heißt seitdem Kieler Yacht-Club. Er führt den alten KYC-Stander – allerdings ohne Krone.
1948 fand wieder eine deutsche Kieler Woche statt. 1951 besuchte der deutsche Bundespräsident Theodor Heuss den KYC und segelte mit der Jugend. Damit begründete er eine kleine Tradition (zuletzt segelte Bundespräsident Horst Köhler mit der KYC-Jugend). In den kommenden Jahrzehnten stieg die Zahl der Mitglieder wieder stetig an, Meisterschaften und Regatten von internationaler Bedeutung – darunter auch die olympischen Segelwettbewerbe 1972 – wurden in Kiel ausgerichtet. Heute ist der Kieler Yacht-Club einer der renommiertesten Yachtclubs in Deutschland.

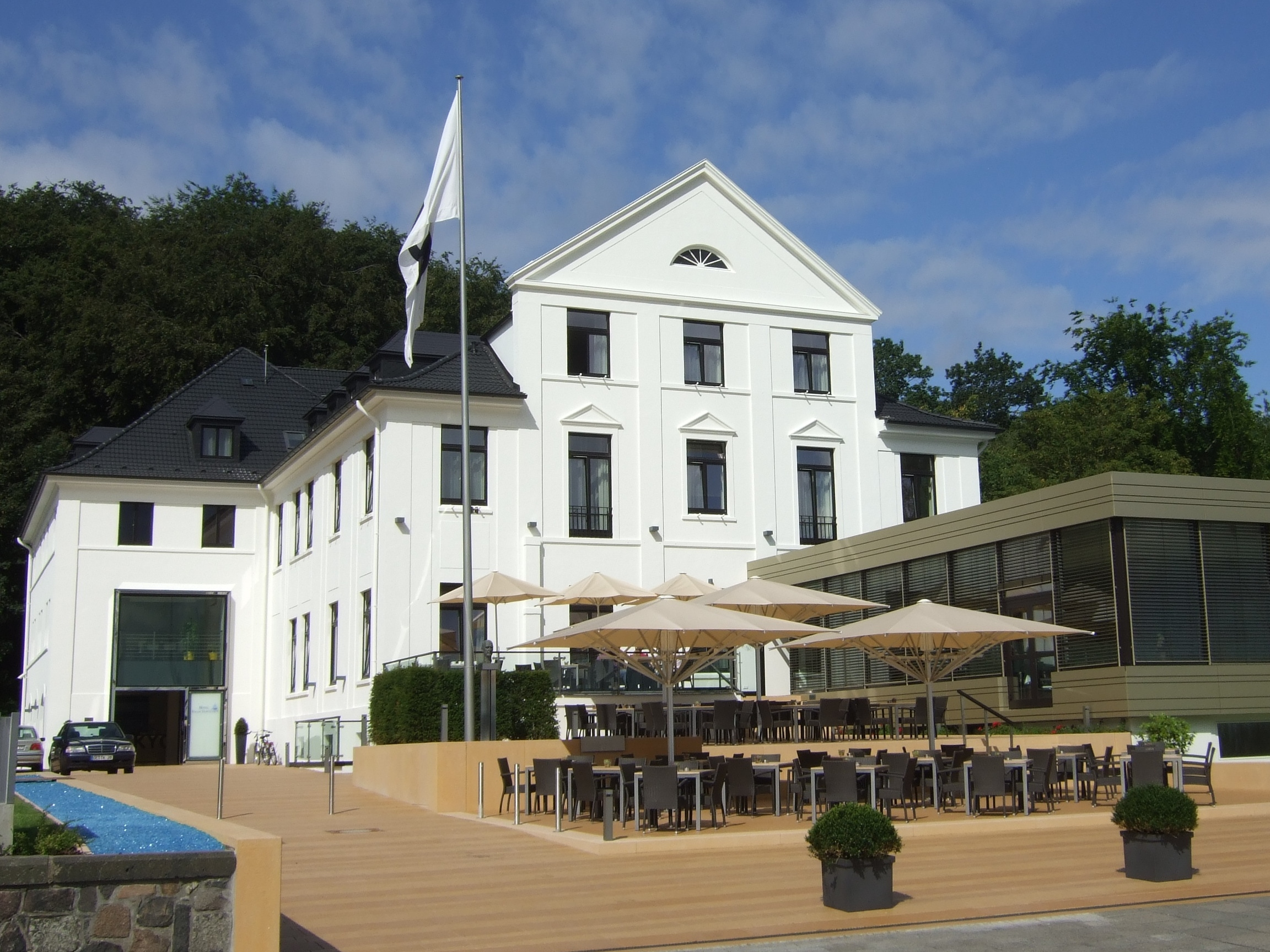
Alfried Krupp Haus, Clubhaus an der Kiellinie (2009)

Der Verein hatte 2017 rund 1400 Mitglieder.

## Clubhäuser
Alfried-Krupp-Haus
Friedrich Alfred Krupp überließ dem Verein für eine symbolische Jahresmiete von 1 Goldmark elegante Clubräume am damaligen Strandweg. Das Clubhaus wurde im Ersten Weltkrieg zum Lazarett, wurde 1919 verkauft und zum Institut für Weltwirtschaft (Kiellinie 66).
Der KYC entschied sich dafür, ein altes Maschinenhaus am Hafen zum Clubhaus auszubauen (Kiellinie 70).
Das Clubhaus wurde von 1940 bis Mai 1952 beschlagnahmt.
Im Zuge der Vorbereitungen für die Olympischen Spiele 1972 sagte der damalige Club-Vorstand zu, sein Clubhaus um einen Anbautrakt zu ergänzen, in dem zusätzliche Zimmer für den Hotelbetrieb zur Verfügung gestellt werden sollten. Die Baukosten wurden jedoch nie wieder erwirtschaftet und belasteten über Jahrzehnte den Clubhaushalt. Durch die Insolvenzen von drei aufeinander folgenden Pächtern entstanden ernsthafte Probleme auf der Einnahmenseite des Clubs. Wegen wirtschaftlicher Schwierigkeiten kam der Verein wiederholt in die Schlagzeilen. Schließlich wurde 2007 das vereinseigene Hotel (und Clubhaus) an die Firma ThyssenKrupp Real Estate verkauft. Gleichzeitig wurde das Gebäude auf Anregung von Berthold Beitz nach dem großen Gönner des KYC in Alfried Krupp von Bohlen und Halbach-Haus umbenannt. Der KYC genießt ein Dauermietrecht, musste jedoch auf einen Teil seiner Räumlichkeiten zugunsten des Hotelbetriebs verzichten.
Zum 1. April 2018 wechselte der Eigentümer erneut. Der KYC hält nunmehr 6 % der Anteile der GmbH, die anderen 94 % hält Atlantic Hotels, denen auch schon das Hotel am Kieler Hauptbahnhof gehört. Das Hotel soll von 20 auf 50 Zimmer ausgebaut werden. Zu Beginn der Corona-Pandemie im März 2020 wurde der Geschäftsbetrieb des Hotels eingestellt, die geplante Erweiterung wurde nicht durchgeführt. Anfang 2022 übernahm Ulf Wachholtz, ein langjähriges Clubmitglied, die Beteiligung der Atlantic Hotels Gruppe.
Clubhaus Strande
Mit Unterstützung der Stiftung wurde 1991 in Strande das Alfried Krupp-Haus des Kieler Yacht Clubs errichtet. Es dient seither dem Club auch als Jugendclubhaus. 2009 ‚verlor‘ das Strander Haus seinen Namen an das Stammhaus am Hindenburgufer, wie von der Krupp-Stiftung gewünscht.
Die Strander Liegenschaft des Kieler Yacht-Clubs beherbergt außer der Werft auch die Jüngsten- und Regattagruppe.

## Kieler Yachtschule
Bereits 1910 wurde die Kieler Yacht Schule (KYS) als wahrscheinlich älteste Jugendabteilung eines Segelvereins in Deutschland gegründet. Initiator war Vizeadmiral Carl Barandon.
Die Mitglieder sind Jugendliche zwischen zwölf und 24 Jahren, Mädchen werden seit 1963 aufgenommen. Von Anfang an war die Selbstverwaltung und -führung das Prinzip der Yachtschule. Dies schließt die Verantwortung für erhebliche Werte in Form von eigenen Schiffen der KYS ein. Das geschieht durch einen Vorstand aus zehn Yachtschülern. Er ist für Verwaltung und Segelbetrieb verantwortlich. Der Vorstand der KYS wird nach außen und im Vorstand des KYC durch den Leiter vertreten und unterstützt. Das Konzept ist nach wie vor einzigartig und pädagogisch war es für die damalige Zeit revolutionär. Der KYC wurde mehrfach für seine vorbildliche Jugendarbeit ausgezeichnet. Diese Yachtschule verfügt über eine eigene Flotte an Ausbildungsschiffen. Flaggschiff der KYS ist die SY Zukunft.

## Schulungsgruppe
1927 wird in der Umstrukturierung der Nachkriegszeit die „Schulungsgruppe“ gegründet. Idee hinter dieser neuen Sparte ist es dem Leitbild „die Freude am Segeln zu mehren“ weiter zu folgen und Segeln für alle zu ermöglichen. Auch junge und nicht mehr so junge Erwachsene finden beim KYC eine (Wieder-)Einstiegsmöglichkeit in den Segelsport. Die Schulungsgruppe bildet auf eigenen Booten aus. Hier lernen die Mitglieder gute Seemannschaft und sportliches Segeln. Regatten, gemeinsame Törns und (lange) Reisen ergänzen das Konzept. Die Schulungsgruppe ist eine eigenständige Sparte und wird vom Schulungsgruppen-Rat geleitet. Diesem Rat angehörig sind auch die Bootsbetreuer, welche die Arbeit an den vereinseigenen Schiffen koordinieren. Viele Mitglieder der Schulungsgruppe unterstützen den Verein in seiner Arbeit und sind Mitglieder der Seebahn, des Vorstandes oder übernehmen Ämter im Verein. Die Schulunsggruppe steht allen Interessierten offen. Ein zusätzliches Angebot dieser Sparte ist die Organisation von Schulungen und Weiterbildungen, wie Medizin auf See, World Sailing – Hochseetraining oder den gängigen Führerscheinkursen. Oftmals währt eine einmal geschlossene Mitgliedschaft durch eine lebenslange Verbundenheit.

## Jüngsten – und Regattagruppe
Mit der Gründung der Jüngsten- und Regattagruppe (kurz J & R) vervollständigte der KYC sein Angebot für die Jüngsten und Regattabegeisterten Segler in jüngeren Jahren. Die J & R hat ihren Sitz im benachbarten Strande und ist auf dem Gelände des Clubhauses sowie der Werft beheimatet. Seit ihrer Gründung ist die Jüngsten- und Regattagruppe eine Institution für die Freunde am Segeln, Leistungsbereitschaft aber auch den Einstieg in die Liebe zum Wassersport. Die J & R wird durch den leitenden Trainer und sein Trainerteam geleitet.

## Preise
Zwischen 1953 und 2004 vergab der Verein den nach dem Kapitän Ludwig Schlimbach benannten Schlimbach-Preis für besondere seglerische Leistungen.

## Die Kommodore
- Kaiser Wilhelm II. bis 1936

Kaiserlicher Yachtklub Kiel

  - Vizekommodore: Heinrich von Preußen, ab 1930 sein Sohn Waldemar Prinz von Preußen bis 1936
- ab 1937 ist in der Satzung kein Kommodore vorgesehen
- ab 1955 besteht die Möglichkeit einen Kommodore auf Lebenszeit zu wählen, was erst mal nicht erfolgte
- Hans-Carl Rüdel von 1971 bis 1976
- Otto Schlenzka von 1983 bis 2015
- Dierk Thomsen von 2019 bis 2020

## Vorstandsmitglieder (Auswahl)
- Robert Mischke: ab 1906
- Volkmar von Arnim: ab 1907
- Hans-Carl Rüdel (Kommodore des Klubs): bis 1974
- Otto Schlenzka (Kommodore des Klubs): von 1958 bis 1974 zweiter Vorsitzender, von 1974 bis 1983 Vorsitzender
- Dieter Rümmeli: von 1983 bis 2005